# استهلاک (اقتصاد)

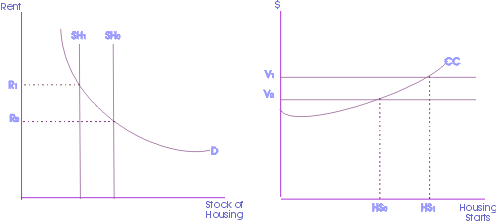
نمودار استهلاک در حسابداری

مراد از اِستِهلاک، به اختصاصی‌ترین معنای آن، ارزش کاهش‌یافته و عمر کوتاه‌شدهٔ کالاهای سرمایه‌ای است که از فرسایش ناشی می‌شود. در معنای گسترده‌تر، ممکن است اشاره باشد به ارزش کاهش‌یافته و عمر کوتاه‌شدهٔ هر کالای سرمایه‌ای یا دارایی که در طول دورهٔ قابل‌توجهی از زمان، منشأ خدماتی قرار گرفته‌است. می‌توان میان استهلاک ناشی از علل طبیعی و استهلاک ناشی از علل کارکردی فرق گذارد.
استهلاک یکی از مواد هزینه‌ای است که مؤسسات اقتصادی آن را به کار می‌برند. به زبان عوام، از تفاوت قیمت خرید و قیمت فروش کالا به دست می‌آید، به‌ویژه در مورد خودرو، کامیون و تراکتور بدین طریق که اتومبیل نو در عرض یک شب تبدیل به خودرو دست‌دوم می‌شود و در مبادله، حجم زیادی از ارزش خود را از دست می‌دهد.

## روش های استهلاک:
۱. استهلاک خط مستقیم
۲. استهلاک کاهش توازن
۳. استهلاک کل ارقام سال ها
۴. استهلاک واحد های تولید شده

## روش های محاسبه استهلاک:
۱. محاسبه بر اساس خط مستقیم
۲. روش نزولی
۳. روش مجموعه سال ها
۴.میزان تولید
۵. ساعت کارکرد
۶. هزینه استهلاک هر دوره : نرخ استهلاک× استهلاک انباشته تا دوره محاسبه – بهای تمام شده
۷. محاسبه بر حسب زمان ؛ روش خط مستقیم
۸. هزینه استهلاک هر دوره: مجموع سنوات ÷ عمر مفید باقیمانده ×(بهای تمام شده- ارزش بازیافتنی)
۹. روش نزولی و غیر نزولی
۱۰.هزینه استهلاک هر دوره: عمر مفید (برحسب ساعت کارکرد) ÷( بهای تمام شده – ارزش بازیافتنی)
۱۱. بر اساس روش ساعت کارکرده
۱۲.هزینه استهلاک هر دوره:میزان تولید برآوردی ÷ میزان تولید واقعی ×(بهای تمام شده – ارزش بازیافتنی)
۱۳. محاسبه بر حسب محصول
۱۴. هزینه استهلاک هر دوره: عمر مفید(سال) ÷(بهای تمام شده – ارزش بازیافتنی)
۱۵.  بر اسا س میزان تولید
۱۶. شیوه های مبتنی بر استهلاک بیشتر در سال های اول عمر مفید و کاهش تدریجی آن